# Kroon (heraldiek)
Een kroon kwam in de heraldiek het eerst voor als symbool boven op de helm als helmkroon en pas later boven het wapenschild.
Uit de helm ontwikkelde zich het helmteken, dat geen rangbetekenis heeft, maar zuiver decoratief is, net als de helmkroon in het Heilige Roomse Rijk. Daarentegen duidt het wapen als rangkroon een rang aan binnen de adel. Deze rangkronen gaan gepaard met de onderscheiden adellijke predicaten (van laag naar hoog): jonkheer, (erf)ridder, baron, burggraaf, graaf, markies, hertog en prins.
Regerende vorsten gebruiken een koningskroon of keizerskroon, vaak een beugelkroon met opstaande diademen, als teken van hun waardigheid.

## Ontstaan van de kroon

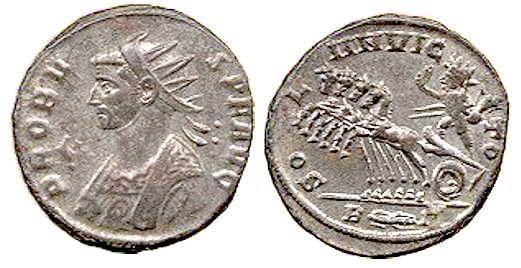
Een munt uit het Romeinse Rijk. Op de voorzijde staat een afbeelding van keizer Probus met een stralenkroon

Er zijn afbeeldingen van munten gevonden uit het oude Griekenland waarop Helleense koningen staan met een hoofddeksel, deze hoofddeksels zijn niets dan een (gouden) band met daarop bevestigd bladeren van een boom voorstellend.
In de middeleeuwen werden deze kronen verfraaid met goud, zilver of edelstenen. Op sommigen staan zelfs kerkelijke figuren om de autoriteit van de koning te vergroten (zie de St.-Stefanuskroon van Hongarije). Er werden ook verschillende soorten kronen gemaakt om het verschil in rang beter uit te drukken.

## De kroon als teken van rang
De fysieke kronen die de machtigste vazallen zich in de eerste helft van de 14de eeuw toe-eigenden, vonden omstreeks 1400 ook de weg naar hun blazoenen. Zonder dat er zich onmiddellijk vormelijke rangverschillen in de aanwending van fleurons en parels aftekenden, vond hun voorbeeld, met zowat een eeuw verschil, navolging onder de overige betitelde edelen.
Met zulke ongebreidelde vrijheid werd echter een goede eeuw later komaf gemaakt. In 1586 beperkte Filips II het recht op met kronen getopte blazoenen tot de hertogen, markiezen en graven. Ook de Aartshertogen Albrecht en Isabella kondigden in 1616 een gelijkaardige verbodsbepaling op het aanwenden van gekroonde wapenschilden af en stelden eventuele overtredingen strafbaar met boetes. Beide reglementen werden in 1754 bevestigd. Deze bevestiging wees er bovendien ook op dat de rangkroon enkel toekwam aan de houder van de titel, zijn vrouw of weduwe en dat noch de oudste zoon noch de jongere zonen er enige aanspraak op konden maken.
Dat het in de daaropvolgende decennia wel degelijk menens was voor de ambtenaren die met het toezicht belast waren, is volgens voorzitter van de Vlaamse Heraldische Raad professor Luc Duerloo duidelijk uit het volume bewaarde procesdossiers. Ze pakten niet alleen de kleine vergrijpers aan, maar schuwden evenmin om ronduit hoge heren voor de competente Justitieraad te dagen. Redenen hiervoor waren niet zelden terug te brengen tot buitenlandse, ongewone of te hoge rangkronen. Aan het eind van de 17de eeuw werden ook de met wederrechtelijke kronen getopte initialen niet ontzien. Zowel de rijkelijk met parels en fleurons versierde koetspanelen van edelen, als allerhande handelsmerken waarin een kroontje voor kredietwaardigheid moest zorgen werden aangepakt.
De edelen die langs legale weg hun titel verkregen konden daarentegen tot op zekere hoogte enige vrijheid genieten in het bepalen van de vorm van hun kroon. Geleidelijke verdringing van oude modellen door nieuwere gaf hun immers gedurende een niet geringe overgangsperiode de kans om uit beide te kiezen. Dat daarbij soms een kroon werd toegekend die met een hogere dan de verleende titel overeenkwam, was veeleer rang- dan tijdsgebonden. De 18de eeuw kenmerkte zich met de neiging om vooral de hogere betitelden met deze gunst te bedenken. Slechts één baron op acht werd deze onderscheiding waardig geacht, ten opzichte van zowat één derde van de graven en twee derden van de markiezen en prinsen. Voor niet-getitelde adel was zulke gunst, niet verrassend, vrijwel onbestaande.

## Voorbeelden in de heraldiek

### België
|             |             |             |        |             |                    |
| Koning      | Vorst Prins | Vorst (oud) | Hertog | Markgraaf   | Graaf              |
|             |             |             |        |             |                    |
| Graaf (oud) | Graaf (oud) | Burggraaf   | Baron  | Baron (oud) | Chevalier (Ridder) |

### Nederland
|  | Keizer  |  | Koning                  |  | Prins (Koninklijk Huis) |  | Prins (Kleinkinderen monarch) |  | Prins (Adellijk) |  | Hertog                  |
|  | Markies |  | Graaf (officiële stijl) |  | Burggraaf               |  | Baron                         |  | Erfridder        |  | Jonkheer (nieuwe stijl) |

Bij wapens wordt de rangkroon boven op het wapenschild geplaatst. In verschillende landen heeft men andere kronen die zo nauwkeurig mogelijk worden beschreven in adelsbrieven. Voor Nederland en België geldt het Koninklijk Besluit uit 1816 van koning Willem I, dat de kronen voor de verschillende rangen van de Nederlandse adel vaststelde. De adellijke rangkronen bestaan telkens uit een gouden hoofdband, wel of niet bezet met edelstenen, of omwonden met een parelketting, en boven op de band verschillende combinaties van 'fleurons' en met parels getopte gouden punten.
De rangkroon met vijf parels op stiften op een gladde hoofdband wordt nogal eens gebruikt door leden van regentenfamilies, maar is nooit officieel vastgesteld.
De rangkronen zijn per land verschillend, ieder land heeft immers zijn eigen cultuur en men wil zich graag onderscheiden van andere landen. De kronen voor de koningen in het heilige Duitse Rijk werden als standaard gezien voor veel landen (ook Nederland). Enkele afwijkende kronen waren die van Frankrijk, Engeland en Hongarije.

### Engeland
|                                                                   |                                                  |                                                  |                                                         |                 |
| Koning / Koningin St. Edwardskroon                                | Koning / Koningin Schotland                      | Koning / Koningin Imperial                       | Koning / Koningin Tudor Kroon                           | Prince of Wales |
|                                                                   |                                                  |                                                  |                                                         |                 |
| Prins of Prinses Broer, zuster, zoon of dochter van de Koning(in) | Prins of Prinses Kinderen van de Prince of Wales | Prins of Prinses Kleinkinderen van de Koning(in) | Prins of Prinses Kind van een dochter van de Koning(in) | Duke (Hertog)   |
|                                                                   |                                                  |                                                  |                                                         |                 |
| Oudere hoed van een hertog                                        | Marquess (Markies)                               | Earl (Graaf)                                     | Viscount (~Burggraaf)                                   | Barons (Baron)  |

De koningskroon van Engeland, de Kroon van Sint Edward, bestaat uit een gouden band met blauwe en rode edelstenen. Deze hebben opstaande diademen die parels bevatten, er zijn vier diademen waarvan twee te zien. Aan die diademen zitten paarsgewijs kruisen en Franse lelies vast, dus in het midden is een kruis en ernaast (aan beide kanten) zijn Franse lelies te zien. Ze eindigen in een rijksappel die getooid is met een groot kruis.
De Franse lelies in de kroon verwijzen naar de verwantschap met het koninkrijk Frankrijk, dat de Franse lelies als symbool had. Engeland claimde de kroon van Frankrijk tijdens de Honderdjarige Oorlog.
Anders dan in andere landen waarin de kronen alleen deel van de papieren heraldiek zijn bezitten de Britse peers werkelijk vergulde kronen met daarop grote kunstmatige parels. De kronen werden tijdens de kroning van Elizabeth II in 1953 voor het laatst gedragen.

### Frankrijk
|  | Koning                     |  | Dauphin |  | Enfant de France            |  | Prince du Sang           |
|  | Hertog en "Pair de France" |  | Hertog  |  | Markies en "Pair de France" |  | Markies                  |
|  | Graaf en "Pair de France"  |  | Graaf   |  | Graaf (oud)                 |  | Vicomte (~Burggraaf)     |
|  | Vidame (~Burggraaf)        |  | Baron   |  | Ridder (Chevalier Banneret) |  | Tortillon van een Ridder |

De koningskroon van het vroegere koninkrijk Frankrijk bestond uit een gouden band, al of niet versierd met edelstenen. Tussen de vele van parels voorziene diademen zijn Franse lelies (fleur-de-lys) zichtbaar. De diademen ondersteunen een grote centrale fleur-de-lys. De Franse lelie was het symbool van het koningschap dat van God was verkregen. Het aantal op tekeningen afgebeelde diademen bij deze koningskroon was vijf.